# N.A.P.엔터테인먼트
N.A.P.엔터테인먼트는 대한민국의 연예기획사다. 2011년에 설립되었다. 대표이사는 뮤직큐브 작곡가인 최갑원에 의해 설립되었다. 소속 연예인에는 소울스타, HIGH4, 소유미가 있다.

## 연혁
N.A.P.엔터테인먼트는 2011년에 설립되었다. 같은 해 소울스타와 계약을 맺었고, 걸그룹 씨리얼을 데뷔시켰다.
2014년에는 보이그룹 HIGH4를 데뷔시켰다.
2017년에는 트로트 여성 가수이자 키스&크라이의 멤버 소유미와 계약을 맺었다.

## 현재 소속 연예인
- HIGH4
- 유현석

## 과거 소속 연예인
- 소울스타
- 김성구 (HIGH4 전 멤버)
- 소유미
- Cherry B